# Nest verch Rhys
Nest verch Rhys (1085 circa – prima del 1136) principessa di Deheubarth, figlia di Rhys ap Tewdwr della dinastia di Dinefwr, sua madre era Gwaldys, figlia di Rhiwallon ap Cynfyn, signore del Powys.

## Biografia
Nest aveva altri due fratelli, Gruffydd ap Rhys e Hywel oltre a un gran numero di fratellastri e sorellastre illegittimi più grandi di lei. Suo padre morì in battaglia nel 1093 ed il loro regno cadde in mano ai normanni, suo fratello Gruffyd fu mandato in Irlanda per assicurargli la salvezza, l'altro fratello Hywel venne catturato da Arnolfo di Montgomery (1068 circa-1118/1122), mentre il destino della loro madre resta ignoto. A seguito del rapimento del fratello Nest fu condotta a Shrewsbury fino a che il re Guglielmo II Rufo mise le mani su di lei e la portò alla propria corte, probabilmente per sfruttarne i diritti di nascita ed usarli per conquistare le sue terre natali. Ad un certo punto ella catturò l'attenzione del fratello minore del re e futuro sovrano Enrico, che potrebbe aver avuto da lei uno dei suoi figli illegittimi, Enrico FitzHenry (1103 circa-1158).

### Il primo matrimonio
Tempo dopo la ribellione del potente clan normanno dei Montgomery, Enrico fece sposare Nest a Geraldo di Windsor (1070-1136) che era stato conestabile del castello di Pembroke per conto di Arnolfo di Montgomery e che aveva partecipato alla loro ribellione. Dal loro matrimonio ebbe vita la dinastia dei FitzGerald, una delle più importanti famiglie nobiliari inglesi che divennero pari d'Inghilterra già dal 1316 quando Edoardo II d'Inghilterra creò il contado di Kildare per John FitzGerald, I conte di Kildare (1250 circa-10 settembre 1316).
Quest'episodio della vita di Nest è oscuro e le sue circostanze cambiano a seconda delle fonti. Pare che sia Nest che il marito fossero presenti all'Eisteddfod che venne dato durante una tregua da Cadwgan ap Bleddyn (1055-1111), principe del Powys, mentre altri sostengono che fossero stati visitati da Owain ap Cadwgan († 1116), uno dei figli di Cadwgan, altri ancora raccontano che Owain si limitò semplicemente ad attaccarli insieme ai suoi uomini. In ogni caso i racconti sono piuttosto univoci nell'affermare che Owain, udito che Nest ed il marito erano nelle vicinanze e che lei era molto bella e che per questo decise di attaccare per rapirla e portarla al castello di Cilgerran o forse al castello di Carew anche se sembra meno probabile. La tradizione vuole che, mentre Owain dava fuoco ad alcune delle dépendance, Nest abbia persuaso il marito e i suoi uomini a fuggire piuttosto che combattere in inferiorità numerica, suggerimento che venne accolto, ed essi infatti fuggirono per il canale di scolo della lavanderia. Quando Owain irruppe nel castello e non trovò Geraldo si infuriò e la tradizione vuole che abbia violentato Nest di fronte ai loro figli (il cui numero varia e secondo alcuni comprendeva anche uno o due bambini avuti da Geraldo con una concubina), quindi rapì lei e i bambini e li portò presso un casino di caccia a Eglwyseg.
Questo evento portò alla crescita della furia dei normanni ed anche dei gallesi che erano stati vittima della brutalità di Owain e dei suoi uomini e la tregua esistente fra i due popoli si ruppe. Molti nobili normani, ed almeno uno dei vescovi cercarono di corrompere i gallesi nemici di Owain perché si unissero a loro nell'attaccare lui ed il padre, l'accordo fu stipulato e Cadwgan cercò inutilmente di persuadere il figlio a restituire Nest al marito, ma inutilmente. Secondo le cronache fu Nest a venirne a capo, disse a Owain che se voleva che restasse con lui doveva farle mettere in salvo i propri figli, egli acconsentì e più tardi fu costretto a cercare rifugio in Irlanda lasciando Nest libera di tornare al marito.
Storici recenti pensano che ella abbia dato ad Owain almeno due figli, Llywelyn ed Einion, quest'ultimo potrebbe essere invece stato uno dei suoi fratelli, ma uno dei suoi figli di nome faceva davvero Llywelyn tuttavia il nome della madre è ignoto e se fosse stata davvero Nest, con il suo illustre casato, forse sarebbe stato palesato.
Nel corso del 1800 la storia del rapimento di Nest perse valore e credibilità e furono in molti a credere che ella fosse in realtà d'accordo con Owain e che gli avesse dato numerosi figli.
In ogni caso nel 1112 suo fratello Gruffydd tornò dall'esilio e andò dalla sorella e dal cognato, rifiutò l'eredità paterna ed accusò il re di cospirare contro di lui, si alleò con il principe del Gwynedd e la guerra scoppiò di nuovo. Dal canto suo Owain era stato perdonato, insieme al padre, dal sovrano ed era stato nominato principe del Powys. Cadwgan fu assassinato da un cugino che venne preso e ucciso dopo essere stato castrato e accecato, ma Owain aveva il re dalla propria parte ed egli gli ordinò di incontrarsi con i normanni e marciare contro le forze di Gruffyd. Geraldo, nonostante fosse ancora una volta in inferiorità numerica scelse di combattere contro Owain e lo uccise.
Taluni storici oggi tendono a non credere alla veridicità di questo episodio e ritengono che sia stato scritto dopo con il proposito di indebolire la reputazione di Geraldo ed aumentare quella di Owain.

## I figli
Nest diede a Geraldo di Windsor cinque figli:
- William Fitgerald, Signore di Carew ed Emlyn (morto circa nel 1173), dalla moglie Marie di Montgomery ebbe Raymond FitzGerald.
- Maurice Fitzgerald, Signore di Lanstephan (1105circa-settembre 1177), dalla moglie Alice di Montgomgery ebbe Gerald FitzMaurice, I signore di Offaly.
- David fitzGerald (1106 circa-8 maggio 1176) che fu Vescovo di Saint David.
- Angharad che fu la madre del cronacotecario Giraldus Cambrensis.

Dopo la morte di Geraldo, Nest si risposò con Stefano, conestabile di Cardigan e da lui ebbe almeno un figlio:
- Robert Fitz-Stephen